# Матюки (Витебская область)
Матюки — деревня в Миорском районе Витебской области. Входит в состав Миорского сельсовета. До 2004 года входила в Черасский сельсовет.

## Население
- 1921 год — 129  жителей, 27 домов[4].
- 1931 год — 134  жителей, 30 домов[5].

## История
В 1921—1945 годах деревня в составе гмины Миоры Виленского воеводства Польской Республики.